# Glavoč blatar
Glavoč blatar (lat. Gobius niger) riba je iz porodice glavoča - (Gobiidae). Kod nas se još naziva i crni glavoč/glamac ili glavoč od fanga. Smatra se da je ovo najrasprostranjeniji i najbrojniji glamac na našoj obali. Naraste prilično velik, do 18 cm duljine, Tamne je boje, skoro crne, ponekad i ljubičasto-sive. Svaka bočna peraja pri korijenu ima crnu mrlju. Živi u pjesku ili mulju, na dubinama do 30 m, na samom dnu, gdje ili pronađe zaklon ili ga izradi. Često skrovište traži i u raznim otpacima kojima čovjek zagađuje okolinu. Voli i bočatu vodu, pa je prilično čest na ušćima rijeka i oko raznih vrulja. Hrani se malim životinjicanma koje hvata pri dnu (račići, kozice, crvići, larve,..). Ima vrlo ukusno meso i prava je gastronomska poslastica, za mnoge je jedna od najukusnijih riba kod nas.

## Rasprostranjenost
Glavoč blatar živi u Mediteranu, Crnom moru, te u Atlantiku od Mauritanije do juga Norveške, te u Baltičkom moru.

## Vanjske poveznice
|  | Zajednički poslužitelj ima stranicu o temi Gobius niger    |
|  | Zajednički poslužitelj ima još gradiva o temi Gobius niger |
|  | Wikivrste imaju podatke o taksonu Gobius niger             |